# Żywienie medyczne
Zasugerowano, aby zintegrować ten artykuł z artykułem Leczenie żywieniowe. Nie opisano powodu propozycji integracji.
Żywienie medyczne – sposób odżywania się przypisany leczeniu chorób (najczęściej nowotworów) lub w celu przeciwdziałania zaburzeniom funkcji poznawczych, np. związanym ze starzeniem się (np. otępienie, zaburzenia nastroju). Ma na celu zwiększenie lub zapewnienie choremu dodatkowej ilości składników odżywczych, których nie może przyswoić z naturalnych pokarmów ze względu na ograniczenia konkretnej diety. Żywienie medyczne stosowane jest również wówczas, kiedy spożywanie tradycyjnych posiłków staje się fizycznie niemożliwe i jest to jedyna dostępna alternatywa.
W przypadku wielu chorób obowiązuje specjalistyczna dieta, która uniemożliwia dostarczenie organizmowi niezbędnych elementów. Chory potrzebuje ich zwykle więcej, niż zdrowy. Zastosowanie żywienia medycznego sprawia, że czuje się on lepiej. Najczęstszą formą żywienia medycznego jest żywienie doustne, za pomocą tabletek, napojów i preparatów odżywczych.
Żywienie medyczne powinno być wprowadzone odpowiednio szybko, tak aby zapewniało jak najwięcej sił do walki z chorobą.

## Rodzaje

### Żywienie dojelitowe
Żywienie dojelitowe – jest to forma wprowadzania pokarmu przez przewód pokarmowy (enteralne) – najczęściej stosowane, najbezpieczniejsze. Dawkowane przez doustne preparaty odżywcze lub sondy. W sytuacji gdy chory nie może jeść i pić normalnie podaje mu się specjalnie stworzone diety płynne, przez sondę założoną do przewodu 
pokarmowego.

### Żywienie pozajelitowe (dożylne)
Żywienie pozajelitowe – stosowane tylko wtedy, jeśli żywienie enteralne jest niemożliwe. W ramach tego żywienia stosuje się specjalne preparaty, które są podawane bezpośrednio do krwiobiegu organizmu. Przed rozpoczęciem takiego żywienia, niezwłocznie należy skontaktować się z lekarzem.

## Dawkowanie produktów odżywczych
Uwarunkowania:
- waga ciała
- wiek
- płeć
- ilość i jakość spożywanych pokarmów tradycyjnych
- potrzeby żywieniowe wynikające z choroby

Po przebytych chorobach, warto zwrócić uwagę na dobranie oraz stosowanie odpowiedniej diety, która pozwoli na szybszą regenerację organizmu.

## Czas stosowania żywienia medycznego
Czas trwania żywienia medycznego powinien być dostosowany do indywidualnych potrzeb chorującego – najlepiej ustalić go z dietetykiem lub lekarzem. Wszelkie zmiany w stosowanej diecie powinny odbywać się stopniowo i łagodnie, tak aby organizm miał czas na przyzwyczajenie się do zmiany dostarczanych substancji i składników odżywczych.